# Camille Henri Crenier
Camille Henri Crenier, nacido en 1880 y fallecido durante la 1.º Guerra Mundial entre 1914 y 1918, fue un escultor y profesor francés. Ganador del Premio de Roma en escultura en 1908.

## Biografía
Nacido en Francia el 30 de abril de 1880 de 1880 en el seno de una familia humilde.
Haciendo frente a dificultades económicas y en pos de su vocación artística ingresó a los diecisiete años en la  École nationale supérieure des beaux-arts. Allí fue alumno de Alexandre Falguière y de Antonin Mercié, tomó parte en el concurso Chenavard y expuso en el Salón de Artistas Franceses, en especial con un grupo llamado Bajo las Estrellas', que ganó una mención honorífica en 1901.
En 1908, con Antes del Crepúsculo (Devant le Crépuscule) , ganó una medalla de segunda clase. En 1908 obtuvo el Premio de Roma, por el que había competido en tres ocasiones. La obra presentada se adaptó al tema del concurso que fue El joven Sófocles tras la Victoria de Salamina (del francés: Le jeune Sophocle après la victoire de Salamine)
Pensionado en la villa Médici de Roma de 1909 a 1912. A su llegada a la Academia de Francia en Roma fue recibido por su director, el pintor Carolus-Duran, que mantuvo su puesto hasta 1910, momento en que la dirección quedó sin asignar hasta 1913 , en que fue asumida por Besnard, cuando Crenier ya hacía dos años que había dejado Roma. Durante su estancia en Roma, Crenier había producido dos obras importantes , la Jacquerie, y un  Pastor (Berger), figura que fue esbozada en mármol .
A su regreso se convirtió en profesor de la Escuela de Germain Pilon.
Crenier tenía su taller en la rue des Princes, en Boulogne.
En 1913 realizó la estatua al Mariscal Mortier en el pabellón de Marsan
Después de su muerte, encontraron en su estudio un proyecto para el monumento a Gambetta en el distrito XX de París y una propuesta para el monumento conmemorativo al matemático a François Viète, obra  que fue inaugurada en Fontenay-le-Comte
Camille Crenier, fue cabo en el tercer Batallón de infantería, cayó en Notre Dame-de-Lorette, durante la Primera Guerra Mundial. Fue enterrado en un lugar identificado de forma espontánea por la atención  de tres de sus compañeros que lo anotaron en la agenda en un  rasgo espontáneo de camaradería .
Entre las obras que reflejan su personalidad, citamos: La tristeza y una llamada a la humanidad contra el alcoholismo.

## Obras
Entre las mejores y más conocidas obras de Camille Henri Crenier se incluyen las siguientes:
- El joven Sófocles tras la Victoria de Salamina (del francés: Le jeune Sophocle après la victoire de Salamine).[1] Escultura en bulto redondo modelada en yeso, se conserva en la École nationale supérieure des beaux-arts. De esta escultura en yeso se realizaron reproducciones en bronce[5] una de ellas conservada en los Archivos nacionales, site de Paris
- estatua al Mariscal Mortier en el pabellón de Marsan[3]
- la Jacquerie, realizada en Roma
- un Pastor (Berger), realizada en Roma, figura que fue esbozada en mármol .
- proyecto para el monumento a Gambetta en el distrito XX de París
- propuesta para el monumento conmemorativo al matemático a François Viète, obra que fue inaugurada en Fontenay-le-Comte[4] actualmente en el Museo de Fontenay-le-Comte[6]
- La tristeza- Première Tristesse
- Llamada a la humanidad contra el alcoholismo- Appel à l'humanité contre l'alcoolisme.